# Gleby torfowe

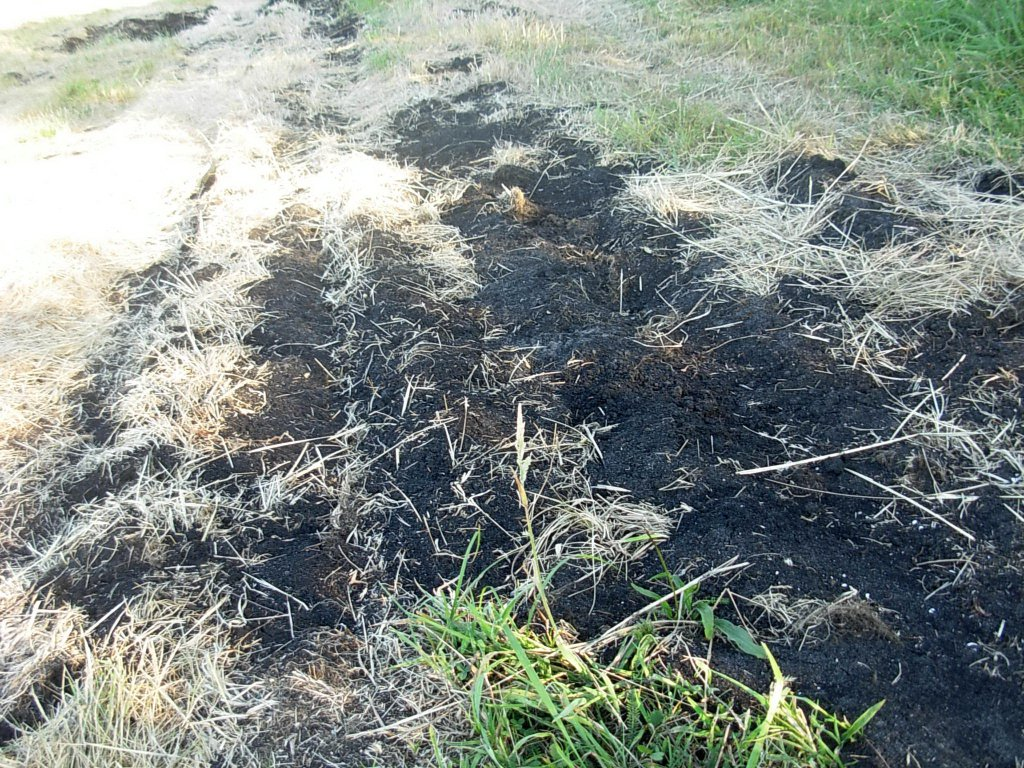
Gleby torfowe na Równinie Szubińsko-Łabiszyńskiej

Gleby torfowe wraz z glebami mułowo-torfowymi wchodzą w skład gleb bagiennych. Powstają w wyniku gromadzenia się szczątków roślinności bagiennej w warunkach beztlenowych, spowodowanych silnym nawilgoceniem gruntu. Wymagają melioracji i intensywnego nawożenia. Są mało urodzajne. Głównie przeznaczane jako łąki i pastwiska. Miejsca występowania:
- Nizina Zachodniosyberyjska
- Pojezierze Suwalskie
- Nizina Podlaska
- Polesie Lubelskie